# Pitcairn PCA-2
Il Pitcairn PCA-2 era un autogiro utility biposto sviluppato dall'azienda aeronautica statunitense Pitcairn Aircraft Company nei primi anni trenta.
Destinato al mercato dell'aviazione generale, pur se prodotto in serie limitata, fu il primo autogiro progettato da Harold Frederick Pitcairn ad essere venduto in un significativo numero di esemplari, inoltre conquistò la notorietà grazie alle imprese conseguite da alcuni aviatori statunitensi tra cui Amelia Earhart, che ai suoi comandi nel 1931 stabilì un primato di massima quota raggiunta per aerodine di quella categoria.

## Storia del progetto
Harold F. Pitcairn, progettista che era rimasto impressionato dal lavoro dello spagnolo Juan de la Cierva, decise di fondare in Pennsylvania, nel 1929, un'azienda che costruiva autogiri, aerodine che per assicurare la portanza necessaria ricorrevano all'adozione di un rotore messo in rotazione libera dalla velocità impressa da un convenzionale gruppo motoelica. Nei primi anni trenta Pitcairn disegnò il PCA-2, autogiro di impostazione, per l'epoca, convenzionale, costituito da una fusoliera di derivazione aeronautica caratterizzata dalla presenza di una coppia di abitacoli aperti in tandem e dalla collocazione dell'unità motrice sul naso in configurazione traente. La portanza data dalle quattro pale del rotore principale veniva incrementata da piccole e tozze semiali collegate alla parte inferiore della fusoliera, che incorporavano anche le superfici di controllo. Le estremità alari erano caratterizzate da un considerevole angolo diedro, in modo da fungere da alette stabilizzatrici per aumentare la stabilità.
Il PCA-2 fu la prima aerodina ad ala rotante ad ottenere il certificato di tipo negli Stati Uniti d'America venendo utilizzato in un numero di imprese di primo piano come l'atterraggio sul prato della Casa Bianca ed il primo di quella tipologia ad attraversare gli Stati Uniti d'America continentali.
Quest'ultima impresa venne tentata dall'aviatrice Amelia Earhart, che volava sponsorizzata dall'azienda alimentare Beech-Nut, tuttavia venne preceduta da John M. Miller che il 28 maggio 1931 completò il suo volo ai comandi del PCA-2 battezzato Missing Link, nove giorni prima della Earhart. Appreso quindi dell'impresa di Miller al suo arrivo in California, la Earhart decise di trasformare il suo volo in un "round-trip record" volando nuovamente verso est, tentativo però abortito dopo tre atterraggi forzati. Ciò nonostante la tenacia dell'aviatrice statunitense riuscì a farle conseguire un primato mondiale di categoria riuscendo a raggiungere, l'8 aprile di quello stesso anno, la quota di 18 415 ft pari a 5 615 m. Il record venne successivamente battuto dal pilota Lewis Yacey che, sempre ai comandi di un PCA-2, il 25 settembre 1932 riuscì a raggiungere i 21 500 ft (6 600 m).

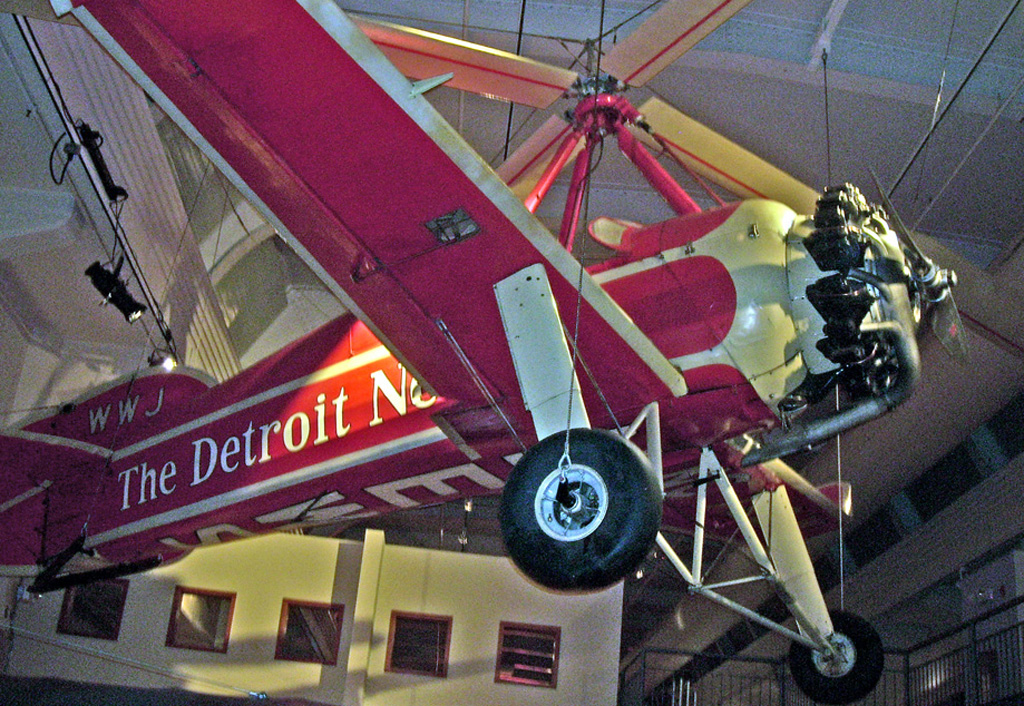
Il PCA-2 utilizzato dalla Detroit News in esposizione presso l'Henry Ford Museum di Dearborn, MI.

Il Detroit News diventò l'antesignano delle attuali troupe di giornalisti televisivi che operano a bordo di elicotteri, acquistando un PCA-2 che sfruttava la sua capacità di volare anche a bassa quota, di atterrare e decollare da spazi ristretti, e di rimanere in semi-autorotazione per effettuare le inquadrature migliori. Nel maggio 1933, Scripps donò l'autogiro al "The Henry Ford", museo dedicato ad Henry Ford situato a Dearborn, in Michigan.
La Champion, azienda nota per la produzione di candele per motori a combustione interna, operò con un PCA-2 come velivolo promozionale dal 1931 al 1932 battezzandolo Miss Champion. Il Miss Champion volò per oltre 6 500 miglia durante l'edizione del 1931 del Ford National Reliability Air Tour. Questo esemplare venne in seguito restaurato e riportato alle condizioni di volo da Steve Pitcairn, il figlio di Harold che, nel 2005, lo donò al EAA AirVenture Museum. Altri PCA-2 sono conservati presso il Henry Ford Museum ed il Canada Aviation Museum.

## Varianti
PCA-2
Versione di maggiore produzione.
PCA-3
Versione equipaggiata con un motore Pratt & Whitney Wasp Junior e dotata di rotore da 48 ft (14,63 m), realizzata in un solo esemplare.
PA-21
Versione equipaggiata con un motore Wright R-975-E2.
OP-1
Versione militare da ricognizione (1931).
OP-2
Versione militare da ricognizione senza ali.